# Temporada 1959-60 de l'NBA
La temporada 1959-60 de l'NBA fou la 14a en la història de l'NBA. Boston Celtics fou el campió després de guanyar a St. Louis Hawks per 4-3. Aquest seria el segon dels 8 anells consecutius que aconseguirien els Celtics.

## Classificacions
- Divisió Est

| Equip                 | V  | D  | %V   | P  |
| --------------------- | -- | -- | ---- | -- |
| Boston Celtics C      | 52 | 20 | ,722 | -  |
| New York Knicks       | 40 | 32 | ,556 | 12 |
| Syracuse Nationals    | 35 | 37 | ,486 | 17 |
| Philadelphia Warriors | 32 | 40 | ,444 | 20 |

- Divisió Oest

| Equip              | V  | D  | %V   | P  |
| ------------------ | -- | -- | ---- | -- |
| St. Louis Hawks    | 49 | 23 | ,681 | -  |
| Minneapolis Lakers | 33 | 39 | ,458 | 16 |
| Detroit Pistons    | 28 | 44 | ,389 | 21 |
| Cincinnati Royals  | 19 | 53 | ,264 | 30 |

* V: Victòries
* D: Derrotes
* %V: Percentatge de victòries
* P: Diferència de partits respecte al primer lloc
* C: Campió

## Estadístiques
| Categoria                   | Jugador          | Equip                 | Mitjana/% |
| --------------------------- | ---------------- | --------------------- | --------- |
| Punts per partit            | Wilt Chamberlain | Philadelphia Warriors | 37,6      |
| Rebots per partit           | Wilt Chamberlain | Philadelphia Warriors | 27,0      |
| Assistències per partit     | Bob Cousy        | Boston Celtics        | 9,5       |
| Percentatge de tirs de camp | Ken Sears        | New York Knicks       | 47,7      |
| Percentatge de tirs lliures | Dolph Schayes    | Syracuse Nationals    | 89,3      |

## Premis
- MVP de la temporada
  -  Wilt Chamberlain (Philadelphia Warriors)

- Rookie de l'any
  -  Wilt Chamberlain (Philadelphia Warriors)

- Primer quintet de la temporada
  - Bob Pettit, St. Louis Hawks
  - Wilt Chamberlain, Philadelphia Warriors
  - Bob Cousy, Boston Celtics
  - Gene Shue, Detroit Pistons
  - Elgin Baylor, Minneapolis Lakers

- Segon quintet de la temporada
  - Jack Twyman, Cincinnati Royals
  - Bill Sharman, Boston Celtics
  - Dolph Schayes, Syracuse Nationals
  - Bill Russell, Boston Celtics
  - Richie Guerin, New York Knicks